# Bisoca (sit SCI)
Bisoca este un sit de importanță comunitară (SCI) desemnat în scopul protejării biodiversității și menținerii într-o stare de conservare favorabilă a florei spontane și faunei sălbatice, precum și a habitatelor naturale de interes comunitar aflate în arealul zonei protejate. Acesta este situat în partea nordică a Munteniei, pe teritoriul județului Buzău.

## Localizare
Aria naturală se află în partea estică a județului Buzău (aproape de limita teritorială cu județul Vrancea), pe teritoriile administrative ale comunelor Bisoca și Mânzălești și este străbătută de drumul județean DJ204C, care leagă localitatea Jitia de Sărulești.

## Înființare
Zona a fost declarată sit de importanță comunitară (desemnat în scopul protejării biodiversității și menținerii într-o stare de conservare favorabilă a faunei sălbatice, precum și a habitatelor de interes comunitar aflate în arealul zonei protejate) prin Ordinul Ministerului Mediului și Dezvoltării Durabile Nr.1964 din 13 decembrie 2007 (privind instituirea regimului de arie naturală protejată a siturilor de importanță comunitară, ca parte integrantă a rețelei ecologice europene Natura 2000 în România) și se întinde pe o suprafață de 1.215,6 hectare. 
Situl reprezintă o zonă naturală (păduri de foioase, păduri în amestec, terenuri arabile cultivate și pășuni) încadrată în bioregiunea alpină și continentală aflată în Subcarpații Vrancei, unitate de relief a Carpaților de Curbură, aparținând de lanțul muntos al Carpaților Orientali; ce adăpostește, conservă și protejază o gamă faunistică și floristică diversă.

## Biodiversitate
Situl Bisoca prezintă o arie naturală cu două tipuri de habitate (Fânețe montane și Păduri de fag de tip Asperulo-Fagetum) ce adăpostesc, protejează și conservă o gamă floristică și faunistică diversă, exprimată atât la nivel de specii cât și la nivel de ecosisteme terestre.
La baza desemnării sitului se află mai multe specii faunistice, unele  enumerate în anexa I-a a Directivei Consiliului European 92/43/CE din 21 mai 1992 (privind conservarea habitatelor naturale și a speciilor de faună și floră sălbatică), altele endemice sau aflate pe lista roșie a IUCN; astfel: două specii de mamifere: lup cenușiu (Canis lupus) și dihor (Mustela putorius), o reptilă din specia Vipera berus, trei amfibieni: ivorașul-cu-burta-galbenă (Bombina variegata), broasca mare de lac (Rana ridibunda) și salamandra de foc (Salamandra salamandra); precum și două nevertebrate: melcul de livadă (Helix pomatia) și un fluture din specia Euphydryas aurinia.

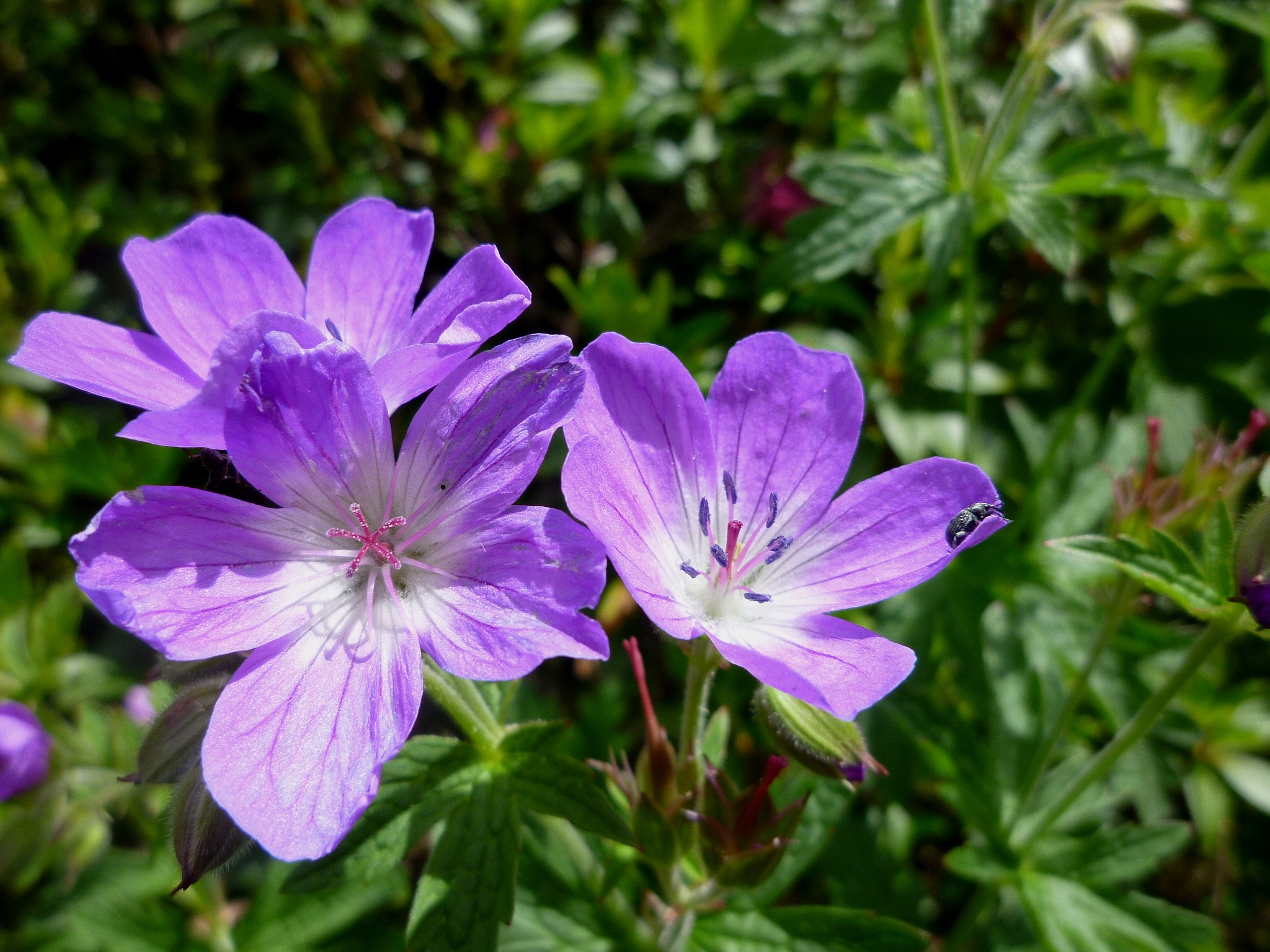
Fratele priboiului (Geranium sylvaticum)

La nivelul ierburilor sunt întâlnite mai multe specii floristice rare (unele protejate la nivel european prin aceeași Directivă CE 92/43 din 21 mai 1992); astfel: capul-șarpelui (Echium russicum), clopoțelul de munte (Campanula serrata), clopoțelul cu frunze de crin (Adenophora liliifolia), coșaci (Astragalus onobrychis), albăstriță (Centaurea jacea), dioc (Centaurea phrygia), clopoței (din speciile: Campanula rotundifolia, Campanula patula ssp. abietina, Campanula persicifolia), ciucure (Campanula glomerata), fierea-pământului (Centaurium erythraea ssp. erythraea), garoafe (din speciile: Dianthus viscidus, Dianthus superbus, Dianthus carthusianorum), degețel galben (Digitalis grandiflora), frag (Fragaria vesca), fratele-priboiului (Geranium sylvaticum), anghinarea oilor (Hypochoeris uniflora), ghizdei (Lotus corniculatus), nalbă moșată (Malva moschata), sparcetă (Onobrychis viciifolia), busuioc sălbatic (Prunella grandiflora), scrântitoare (Potentilla argentea), cimbrișor (Thymus pulcherrimus), panseluță (Viola tricolor), trestioară (Calamagrostis arundinacea), morcov sălbatic (Daucus carota), mălaiul cucului (Luzula campestris), ovăscior argintiu (Trisetum flavescens), trifoi roșu (Trifolium pratense), timoftică (Phleum pratense), păiuș (din speciile: Deschampsia flexuosa și Festuca amethystina) sau golomăț (Dactylis glomerata).

## Căi de acces
- Drumul național DN2N pe ruta: Mărtinești, Vrancea - Bogza - Căiata - Jitia - drumul județean DJ204C în direcția Bisoca.

## Monumente și atracții turistice
În vecinătatea sitului se află câteva obiective de interes istoric, cultural și turistic (lăcașuri de cult, arii naturale protejate); astfel:

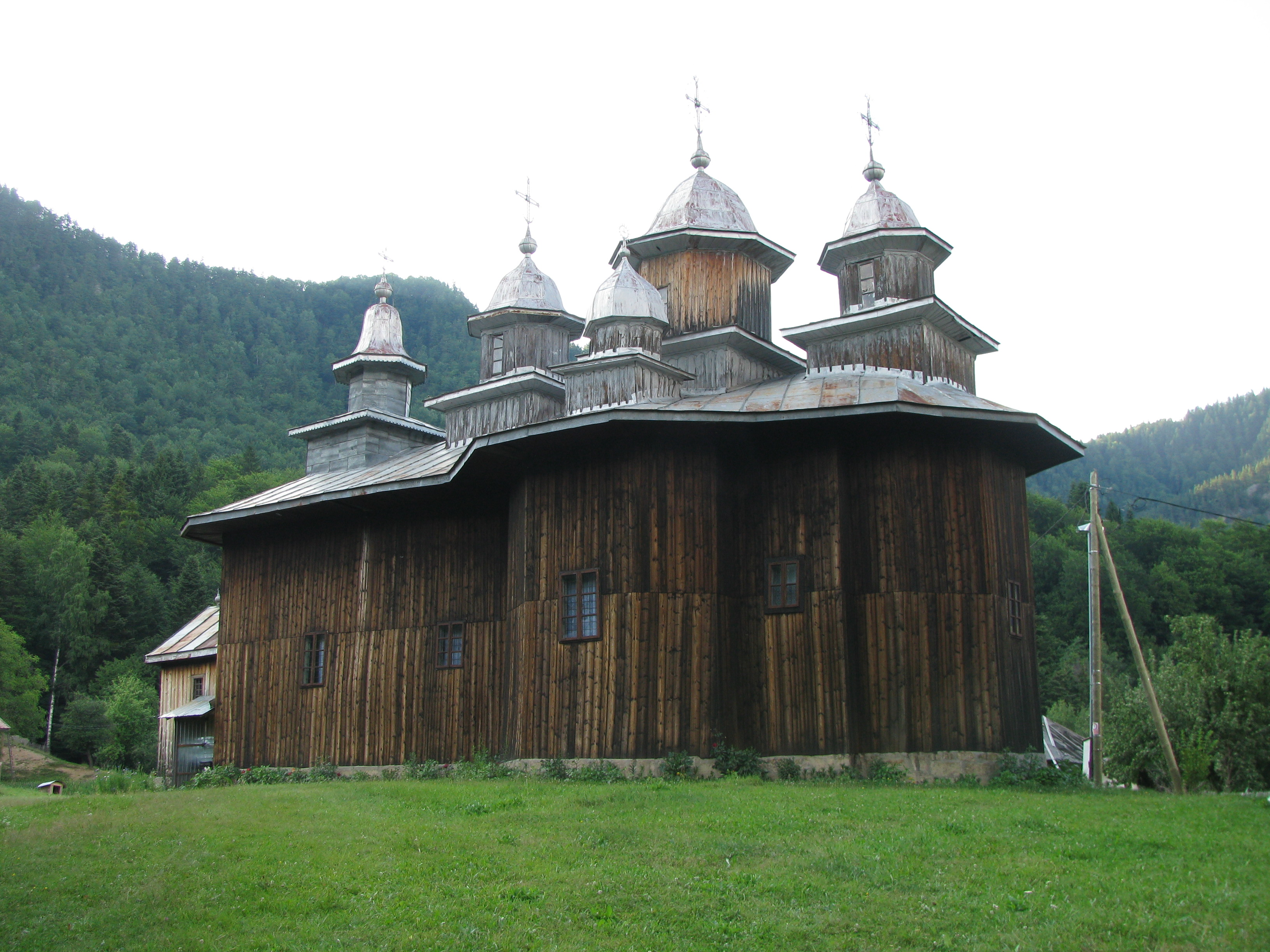
Biserica de lemn din Găvanu

- Mănăstirea Poiana Mărului (monument istoric) cu hramul „Duminica Tuturor Sfinților” din satul Băltăgari, ctitorită în anul 1730 pe cheltuiala domnitorului Constantin Mavrocordat.
- Biserica de lemn "Nașterea Maicii Domnului" din Băltăgari, construcție 1777, monument istoric.
- Biserica de lemn din Găvanu cu hramul "Adormirea Maicii Domnului", construcție 1828, monument istoric.
- Mănăstirea de călugări Găvanu din Mânzălești, construcție 1707.
- Rezervația naturală Pădurea Lacurile Bisoca, arie protejată de tip forestier, botanic și geologic ce adăpostește specii arboricole cu pin de pădure și un amfiteatru natural (în care se află o scenă construită din piatră și lemn) care găzduiește ocazional manifestări culturale de interes local.
- Muntioru - Ursoaia, sit de importanță comunitară ce conservă o mare varietate floristică și faunistică.
- Platoul Meledic, arie protejată de interes național situată  pe teritoriul administrativ al comunelor Lopătari și Mânzălești.